# Great Yarmouth

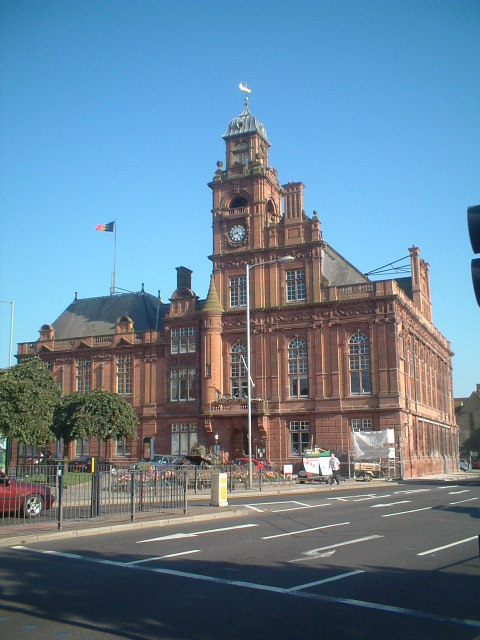
Stadshuset i Great Yarmouth.

Great Yarmouth (ofta kallat: Yarmouth) är en kuststad i grevskapet Norfolk i England. Staden är huvudort i distriktet med samma namn och ligger vid floden Yares mynning i Nordsjön, cirka 30 kilometer öster om Norwich. Tätortsdelen (built-up area sub division) Great Yarmouth hade 38 693 invånare vid folkräkningen år 2011.
Great Yarmouth har varit en badort sedan 1760, och är Norfolk Broads öppning mot havet. Under flera hundra år har den varit en hamn för sillfiske, och idag är den en serviceort för naturgasplattformar till havs.
Redan före den normandiska erövringen av England hade Great Yarmouth 70 borgare, och Johan utan land gav staden omfattande privilegier. Trots flygbombningar under första och andra världskriget finns många äldre byggnader bevarade.